# Boulevard Bara
Le boulevard Bara est une voie marseillaise située dans le 13e arrondissement de Marseille. 

## Situation et accès
Cette voie démarre dans le quartier de Château-Gombert à l’intersection avec la rue Centrale, en prolongement de son axe, et les escaliers de la place des Héros. Elle traverse le village puis longe les champs agricoles du quartier jusqu’au rond-point avec la rue Albert-Einstein. Elle se termine à la limite de la commune de Plan-de-Cuques où elle est prolongée par l’avenue Jean-Giono après être passée sous le pont du chemin du Cavaou dit « pont de l’Annonciade ».
Elle fait partie de la route de Château-Gombert à Allauch par Plan-de-Cuques.

## Origine du nom
Elle porte le nom de Joseph Bara, tambour âgé de 14 ans, tué par les Vendéens, en 1793. 

## Historique
Il se nommait anciennement « boulevard Rivet » du nom de l’ancien propriétaire des terrains (une rue du 8e arrondissement porte actuellement ce nom), .
Il prend sa dénomination actuelle par délibération du conseil municipal en date du 6 juillet 1926.

## Bâtiments remarquables et lieux de mémoire
- Aux numéros 57 et 59 se trouve le centre d’incendie et de secours de Château-Gombert, principale caserne de pompiers du secteur.